# Équipe de Tunisie de football en 1965
L'équipe de Tunisie de football est incapable en 1965 à se qualifier aux Jeux africains, précipitant le départ de l'entraîneur André Gérard. Son adjoint Mokhtar Ben Nacef lui succède pour préparer la coupe d'Afrique des nations, que la Tunisie organise pour la première fois et espère remporter. Mais une erreur d'appréciation du jeune gardien de but de l'époque, Sadok Sassi, ruine ses espoirs en finale.

## Matchs

### Rencontres internationales
| Date             | Stade             | Adversaire | Score | Comp | Buteurs tunisiens                               |
| 28 février 1965  | Tunis, Tunisie    | Maroc      | 0-0   | A    |                                                 |
| 14 mars 1965     | Tunis, Tunisie    | Algérie    | 0-0   | QJAf |                                                 |
| 2 mai 1965       | Casablanca, Maroc | Maroc      | 1-0   | A    | Chaïbi 15e                                      |
| 12 novembre 1965 | Tunis, Tunisie    | Éthiopie   | 4-0   | CAN  | Chaïbi 32e, Jedidi 61e, Dalhoum 70e, Lahmar 77e |
| 14 novembre 1965 | Tunis, Tunisie    | Sénégal    | 0-0   | CAN  |                                                 |
| 21 novembre 1965 | Tunis, Tunisie    | Ghana      | 2-3   | CAN  | Chetali 47e, Chaïbi 67e                         |

### Matchs de préparation
| Date            | Stade          | Adversaire                          | Score | Comp | Buteurs tunisiens |
| 21 février 1965 | Tunis, Tunisie | Ferencváros TC ( Hongrie)           | 0-0   | A    |                   |
| 24 octobre 1965 | Tunis, Tunisie | FK Dynamo Minsk ( Union soviétique) | 1-0   | A    | Gribaâ            |
| 27 octobre 1965 | Tunis, Tunisie | FK Dynamo Minsk ( Union soviétique) | 1-2   | A    | Kpoutchik (og)    |
| 5 novembre 1965 | Tunis, Tunisie | OGC Nice ( France)                  | 2-3   | A    | Jedidi, Lahmar    |

## Sources
- Mahmoud Ellafi [sous la dir. de], « Les matchs internationaux tunisiens », Almanach du sport. 1956-1973, éd. Le Sport, Tunis, 1974, p. 211-238
- Mohamed Kilani, « Équipe de Tunisie : les rencontres internationales », Guide-Foot 2010-2011, éd. Imprimerie des Champs-Élysées, Tunis, 2010
- Béchir et Abdessattar Latrech, 40 ans de foot en Tunisie, vol. 1, chapitres VII-IX, éd. Société graphique d'édition et de presse, Tunis, 1995, p. 99-176